# Panyapedaliodes panyasis
Panyapedaliodes panyasis är en fjärilsart som beskrevs av William Chapman Hewitson 1861. Panyapedaliodes panyasis ingår i släktet Panyapedaliodes och familjen praktfjärilar. Inga underarter finns listade i Catalogue of Life.